# 新桥街道 (深圳市)
新桥街道是中华人民共和国广东省深圳市宝安区下辖的一个街道办事处，名称取自辖区内重要村落——新桥村。辖区总面积28平方公里，下辖新桥、新二、上星、上寮、黄埔、万丰、沙企7个社区，街道办事处驻中心路239号沙井国土大楼。
新桥街道原为沙井镇，沙井街道的一部分。2016年12月26日，深圳市宝安区行政区划调整，管辖的街道由原来的6个拆分为10个，同时新设新桥街道。